# Crisoína

Crisoína, também chamado de crisoína resorcinol, crisoeína,ou tropaelina, é um composto orgânico, um corante azóico de fórmula C12H9N2O5S.Na, de massa molecular 316,27. É classificado com o número CAS 547-57-9, C.I. 14270, CBNumber CB8377144. É chamado também de CI 13015, o que pode causar confusão com o corante amarelo rápido AB, classificado com o C.I. 13015. Foi antigamente usado como um aditivo alimentar, classificado com o número E E103. Na Europa, foi banido como aditivo alimentar em 1977. Nos EUA. foi banido em 1988.